# پاول پستل

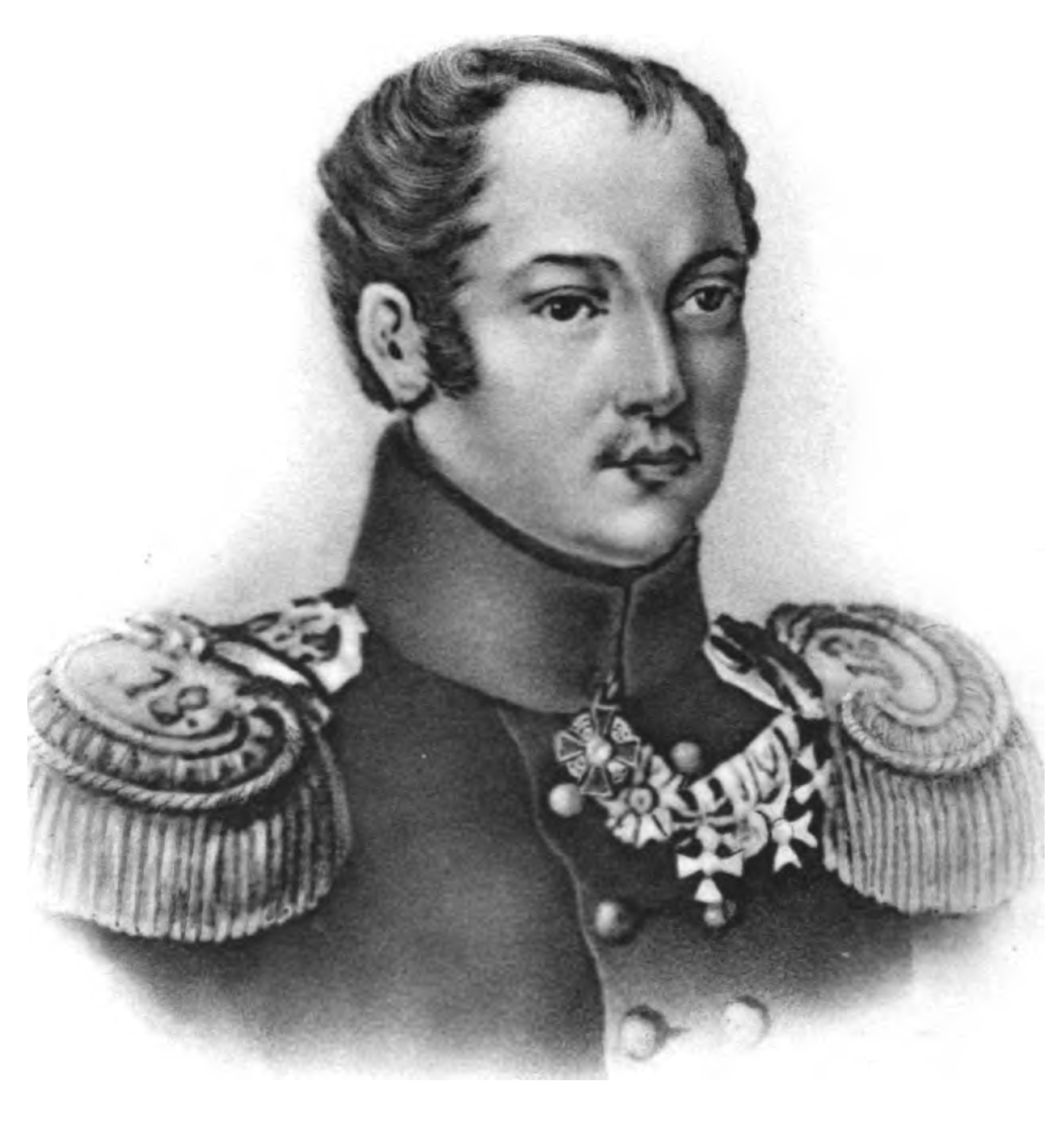
پاول پستل.

پاول ایوانویچ پستل، (به روسی: Павел Иванович Пестель) (زاده ۵ ژوئیه ۱۷۹۳ مسکو - درگذشت ١٣[٢٥] ژولیه ۱۸۲۶ سن‌پترزبورگ) از انقلابیون روس و نظریه‌پرداز شورش دسامبریست ها بود.وی طی سالهای ١٨٠٥-١٨٠٩ در آلمان به تحصیل پرداخت و به خدمت ارتش درآمد. در سال١٨١٢ در جنگ روسیه با ناپلئون شرکت کرد. در سال ١٨٢١ فرماندهی یکی از هنگ‌ها را بر عهده داشت. پستل مخالف نظام امپراطوری و طرفدار جمهوری و حکومت مبتنی بر قانون اساسی بود. وی به جرم فعالیت های سیاسی بازداشت شد و به اتفاق چهار تن از سران دیگر نهضت دسامبریست های روسیه در سال ١٨٢٦ در قلعه پتروپل سنت‌پترزبورگ اعدام شد.
او سازمان‌دهنده و رهبر انجمن جنوبی «یوژنی» و نویسنده پروژه اصلاحات اجتماعی و اقتصادی بود که «حقایق روسی» (Русская правда) نام داشت. طبق گفته ایوان یاکوشکین خود پستل هنگام تدوین "حقایق روسی" تنها قصد داشت خود را برای فعالیت های «земская дума» آماده کند. مهم ترین جنبه "حقایق روسی" بازتاب افکار پستل در باب ساختار داخلی روسیه، از نظر سیاسی و اقتصادی بود، که نیکلای تورگینف آن را " تئوری های سوسیالیستی" نامید.